# Revolution
Revolution (укр. «революція») — одинадцятий альбом швейцарського гурту Lacrimosa. Був випущений, як і всі попередні повноформатні записи групи, на лейблі Hall of Sermon, який заснував лідер гурту Тіло Вольф.  Цей альбом відійшов від характерного для попередніх записів симфонічного металу на користь гітарного хеві-металу та готичного металу з оркестровими аранжуваннями. На головний трек Revolution був знятий кліп.

## Список композицій
| #   | Назва                                 | Автор      | Тривалість |
| --- | ------------------------------------- | ---------- | ---------- |
| 1.  | «Irgendein Arsch ist Immer Unterwegs» | Тіло Вольф | 5:00       |
| 2.  | «If the World Stood Still a Day»      | Анне Нурмі | 3:35       |
| 3.  | «Verloren»                            | Тіло Вольф | 7:29       |
| 4.  | «This is the Night»                   | Тіло Вольф | 5:29       |
| 5.  | «Interlude - Feuerzug» (Part I)       | Тіло Вольф | 00:46      |
| 6.  | «Feuerzug» (Part II)                  | Тіло Вольф | 4:41       |
| 7.  | «Refugium»                            | Тіло Вольф | 4:42       |
| 8.  | «Weil Du Hilfe Brauchst»              | Тіло Вольф | 6:04       |
| 9.  | «Rote Sinfonie»                       | Тіло Вольф | 11:05      |
| 10. | «Revolution»                          | Тіло Вольф | 5:22       |